# Europeiska unionens personaldomstol
Europeiska unionens personaldomstol var en specialdomstol som var knuten till tribunalen vid EU-domstolen mellan den 2 december 2005 och den 31 augusti 2016. Dess syfte var att avlasta tribunalen genom att i första instans ansvara för att avgöra tvister mellan unionen och dess anställda. Den inrättades av Europeiska unionens råd genom ett beslut i enlighet med ett särskilt lagstiftningsförfarande. Personaldomstolen upphörde att existera den 1 september 2016 då dess befogenheter överfördes till unionens tribunal.
Personaldomstolen bestod av sju domare. I stort sett jobbade de enligt samma förfaranden som domstolens övriga instanser. Domarna valde en ordförande bland sig själva för en period av tre år samt en justitiesekreterare för en period av sex år. Personaldomstolen var organiserad i avdelningar bestående av tre domare, men kunde i vissa fall även sammanträda i plenum. Den hade behörighet att dels pröva tvister mellan institutionerna och deras anställda, dels mellan unionens organ och byråer och deras anställda då den hade getts sådan behörighet. Däremot saknade den helt möjlighet att pröva tvister mellan nationella myndigheter och deras anställda. Personaldomstolens avgöranden kunde överklagas till tribunalen inom två månader, dock endast i rättsfrågor. Domstolen meddelade totalt 1 549 domar innan den upplöstes.